# Leguigno
Leguigno (pronuncia Lèguigno /ˈlɛɡwiɲo/, Lèg-gna /ˈlɛɡɲa/ in dialetto leguignese), è una frazione del Comune di Casina posto geograficamente nella media valle del torrente Tassobbio, fra gli antichi abitati di Maròla, Gombio, Trinità, Cortogno e Casina, nell'Appennino reggiano.

## Geografia fisica
Il paese è composto da tanti piccoli borghi che formavano anticamente la struttura dell'omonima contea, cessata nel 1796, fra cui i più significativi: Montata, Casetico, Trezzara, Faggeto, Incrostolo, Il Monte, Cucchio, Ziliano e Foresto. Alcuni di questi borghi, soprattutto Montata, su molte carte geografiche sono indicati erroneamente come frazioni a sé stanti. I borghi di Leguigno sono distesi su di un altopiano collinare fertile e ventilato, le cui pendici circoscritte in prevalenza da calanchi sono cinte a nord e ovest dal corso del torrente Tassobbio e a sud dal Rio Leguigno, a est dal Rio della Lovara e dalla strada comunale di Beleo. Questi i confini dell'antichissima contea. Flora e fauna di questa zona sono quelle tipiche dell'appennino reggiano di bassa-media quota. La zona è ricchissima di sorgenti d'acqua e piccoli laghetti (soprattutto lo fu anticamente) da cui forse la derivazione del toponimo (Leguigno/Leg-gna/laguna).

## Storia

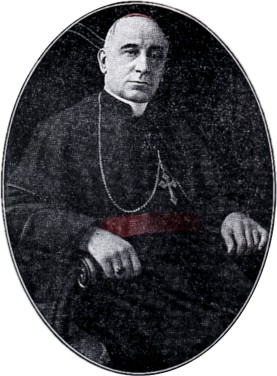
Il Cardinale Raffaele Scapinelli di Leguigno

Leguigno apparve come parrocchia agli inizi del secondo millennio, e come contea verso il XIV secolo, quando la nobile famiglia reggiana dei Fogliani eresse il suo mastio sulla collina più alta del borgo di Montata. Il Castello di Leguigno, in realtà oggi una corte fortificata visitabile ed in ottimo stato, sorse sul luogo dove probabilmente si trovava una piccola guardiola, o torrione, necessaria ai tempi delle vicende di Matilde di Canossa per far funzionare il "sistema" di castelli, spesso in comunicazione visiva a catena, con cui la Gran Contessa amministrava il suo vastissimo territorio. I Fogliani protessero fino al XV secolo la Contea di Leguigno, mantenendola in una specie di "exclave" visconteo-parmense incuneata oltre il torrente Enza, in pieno territorio estense, per poi venderla proprio a Ferrara, che la affidò alla turbolenta famiglia dei Bebbi, i quali la mantennero come un'oasi nascosta in cui rifugiarsi durante le scorrerie e le battaglie fra "guelfi e ghibellini" locali, ovvero fra le fazioni dette della "Tvaia" (tovaglia) e della "Cuseina" (cucina), che per tanti anni durante la prima metà del Cinquecento insanguinarono il territorio reggiano. Leguigno ebbe così da una parte il privilegio di ritrovarsi "zona franca" con relativi privilegi, esenzioni e detassazioni, dall'altra l'inquieto status di "zona dimenticata", rifugio di fuorilegge, con i concetti stessi di "diritto" e di "legge" saldamente nelle mani del Conte di turno. Nel secondo medioevo, quindi, la collina leguignese fu teatro di sanguinose faide, distruzioni e ricostruzioni: da qui la famiglia Bebbi si organizzava, esiliata dal governatore di Reggio Gozzadini, per le sue battaglie cittadine, che arrivarono fino all'assassinio dello stesso nel Duomo diocesano. Alla metà del Seicento arrivò da Modena la pacifica e coltissima famiglia degli Scapinelli, che amministrò il feudo più o meno graditamente, nel difficile periodo degli assolutismi cui pare non si sottrassero completamente, come - però - da costume dell'epoca. Nel 1796 l'arrivo delle truppe di Napoleone spazzò via feudo e feudalesimo, e Leguigno divenne Comune indipendente prima del distretto di Carpineti, nella Repubblica Cispadana, poi di Castelnovo ne' Monti. La Restaurazione riportò gli Scapinelli al loro castello, non più come dòmini ma semplicemente come privati proprietari: dopo vari passaggi amministrativi, infatti, Leguigno divenne parte del Comune di Casina, di cui tuttora è la maggiore frazione dopo il capoluogo. Prima degli eventi bellici del XX° secolo la corte fortificata, divenuta residenza privata del Cardinale Raffaele Scapinelli di Leguigno, Nunzio Apostolico a Vienna durante la Grande Guerra, ospitò numerosi ambasciatori e grandi esponenti di stati esteri, soprattutto durante il periodo estivo. Il ricordo tanto caro di questo grande uomo e principe dal carattere taciturno, riflessivo ma generoso è giunto fino alle nostre generazioni attraverso nonni e bisnonni, e la sua luce splende ancora. Fu il pronipote Pietro Scapinelli, grande asso dell'aviazione italiana, a risiedere per ultimo fra le mura dell'antica residenza comitale con la sua numerosa famiglia. La seconda guerra mondiale portò anche a Leguigno il dramma dell'occupazione tedesca, della guerra di resistenza e delle relative rappresaglie, in misera comunione con tutto il territorio circostante. Dalla ricostruzione ad oggi, Leguigno ha vissuto principalmente di agricoltura e terziario, con una piccola ma efficace crescita economica legata soprattutto ad una produzione di Parmigiano Reggiano di massima qualità.

## Popolazione
Oggi il territorio è abitato da circa 400 persone, con buona percentuale di giovani rispetto alla circostante realtà appenninica. Secondo documenti, archivi parrocchiali e censimenti, Leguigno nel 1300 contava già circa 140 abitanti, 300/400 fino al '700 per poi avere un incremento verticale fino al 1950 dove raggiunse e superò i 1 000 abitanti. La deriva verso le città industrializzate ha stabilizzato fino ai giorni nostri il numero dei presenti. Nessun immigrato straniero appare come residente all'anno 2020.

## Fede e tradizione

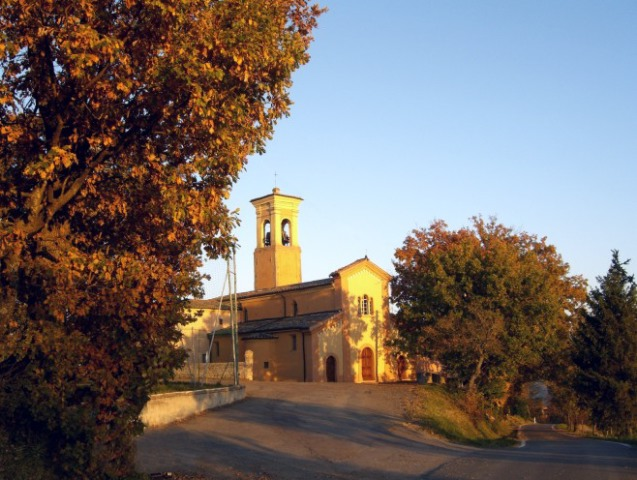
La chiesa di San Giovanni Battista

Una caratteristica importante dell'area leguignese è la profonda cultura cristiana che ha donato alla Chiesa un impressionante numero di vocazioni fra sacerdoti, monaci, diaconi e missionari anche laici. Il giorno del santo patrono è il 24 giugno (San Giovanni Battista) che viene festeggiato con la cosiddetta "piccola sagra", rinviando per comodità dopo le fienagioni la gran festa estiva al 26 luglio, Sant'Anna, titolare di un seicentesco oratorio fatto costruire dai conti nel borgo di Montata, che i Leguignesi riconoscono come evento di maggiore importanza ed impegno dal punto di vista turistico e gastronomico di tutto l'anno. Il ricco associazionismo culturale e sportivo locale da sempre coordina le annuali baldorie "laiche" con spettacoli di ballo, concerti e attività ludiche, mentre le celebrazioni in ambito religioso sono dirette dal Parroco coadiuvato da un nutrito e attivissimo Gruppo Parrocchiale.

## Turismo e attività sportiva
Durante il periodo estivo vi è grande afflusso di cittadini in villeggiatura, in gran parte figli e nipoti di emigrati per lavoro principalmente verso Reggio Emilia e Milano ma anche Genova, Ginevra, Parigi. Ad accoglierli il grande circolo Acli parrocchiale, la "Casa della Gioventù", fatta costruire dall'ultimo curato Don Pietro Gallerini negli anni '60, un piccolo albergo Bed and Breakfast in località Faggeto, un ristorante entro le mura del castello specializzato in matrimoni ed un caratteristico agriturismo ricavato da un borgo ristrutturato in riva al Tassobbio, già antico mulino. Il circolo Acli è munito di un attivissimo bar che è il centro vero e proprio della vita sociale leguignese, assieme all'Oratorio parrocchiale. La società sportiva più longeva è la Unione Turistica Sportiva Leguigno. Nata nell'ottobre del 1983 ha partecipato e partecipa attivamente ad alcune manifestazioni sportive della FIGC e del CSI, fra cui spicca il noto Torneo della Montagna di calcio del CSI reggiano, antica "battaglia" sportiva fra i campanili di tutto l'Appennino. Oltre la Festa di Sant'Anna ad attirare turisti, sportivi ed avventori in villeggiatura vi sono la grande festa di ferragosto, già Festa della Birra (oggi "Ferragostfest", dal 2018 replicata d'inverno come "Winter Session"), la tradizionale Camminata del Parmigiano-Reggiano (gara podistica campestre fra boschi e borgate, già vinta negli anni '90 dal maratoneta olimpico iridato Stefano Baldini), e le altre attività sportive fra cui spicca la passione per il calcio con i suoi campionati e tornei estivi di piccolo o anche grande richiamo.
Altre associazioni che lavorano - o hanno lavorato - con presenza determinante sul territorio sono il Consiglio Pastorale, l'Associazione Acli leguignese, l'Associazione Circolo Pressing (celebre ormai la loro trentennale Festa degli Oscar), l'associazione culturale Radiomadè e di più recente costituzione il Comitato Feste Oratorio ed il gruppo Amici di Leguigno.
Grande è la goliardica rivalità di campanile fra Leguigno e la frazione capoluogo (Casina) in ambito sportivo e non solo, oggetto di grandi sfottò di reciproca mano soprattutto in ambito calcistico.

## Strutture
Nonostante le modeste dimensioni della comunità leguignese - che è sempre stata ed è tuttora di tipo rurale - le strutture sportive e ricreative non mancano: a parte l'immensa ricchezza di percorsi naturalistici fra boschi e torrenti Leguigno dispone di un attrezzato campo sportivo, un campo polivalente per tennis-volley, calcio a 5 e basket, un grande refettorio coperto per le sagre con cucina e spogliatoi costruito su donazione privata del leguignese Don Giulio Rossi, parroco di Roteglia, una piazzetta-anfiteatro con pista da ballo e parco giochi, un'antica canonica restaurata ed adibita a Oratorio per incontri religiosi ma anche culturali, un'ex scuola elementare in via di ristrutturazione che verrà impiegata come sede di mostre ed associazioni locali, uno Skate Park (unico nell'Appennino Reggiano a tutto il 2020) e nei locali del circolo Acli anche un grande salone ricreativo attrezzato dove prendeva anche sede il seggio elettorale di zona.

## Gastronomia
Leguigno è zona di privilegio nella qualità della produzione del Parmigiano Reggiano. Dopo la chiusura della prestigiosa Latteria Sociale S. Giovanni Battista la produzione locale casearia è confluita nelle latterie circostanti, soprattutto a Migliara, Marola e Cortogno. Dalla tradizione agricola e casearia deriva ogni usanza alimentare, che identifica il territorio con la cucina regionale Emiliana. Tortelli e cappelletti (versione reggiana e pressoché identica dei "tortellini" bolognesi), scarpazzone (erbazzone) ovvero torta di bietole o spinaci in versione montanara, cacciagione (il territorio è ricchissimo di caprioli, lepri, cinghiali e fagiani) e gnocco fritto sono le principali leccornie, accompagnate dal fresco e leggero vino della zona (Lambrusco). Gli insaccati di suino e i prosciutti non mancano nelle cantine locali, così come molto diffuso è l'allevamento domestico del pollame.

## Musica
Grande quanto singolare è la passione per la musica in tutta la zona di Leguigno e con essa la cultura musicale diffusa fra i giovani: singoli e band provenienti da tutto l'Appennino e anche di diversi stili (soprattutto rock, prog, pop, hip-hop e indie) si ritrovano per prove, saggi e registrazioni nello studio musicale "Mathildika", autofinanziato dai musicisti stessi e non a scopo di lucro, già in funzione dal 1997.

## Monumenti e luoghi d'interesse
- castello di Leguigno (XIV sec.)
- oratorio di Montata (XVII sec.)
- casa-torre Bosi-Fornili del Faggeto (XV sec.)
- antico borgo di Montata (XV sec.)
- antico borgo del Monte (XV sec.)
- chiesa parrocchiale di San Giovanni Battista: all'interno fonte battesimale di età alto-medievale (X sec.) e statua in bronzo di Gesù Bambino, arte austro-ungarica (XIX sec.), regalo dell'imperatore Francesco Giuseppe I d'Asburgo Lorena a papa Leone XIII, poi donata alla parrocchia di Leguigno per mezzo del cardinale Scapinelli; all'esterno antica canonica-oratorio (XVII sec.) e querce secolari.
- oratorio di Pianzo (XI sec.)
- quercia secolare gigante di Montevenere, una delle più grandi dell'appennino Tosco-Emiliano, tristemente caduta in seguito alle intemperie dell'anno 2013.